# CREADIO
CREADIO（クリエディオ）は、2014年4月6日から2017年3月26日および2020年4月4日（4月3日深夜）から2021年9月25日（9月24日深夜）までJ-WAVEで放送していたラジオ番組である。2014年から2017年の第1期はそごう・西武提供で、番組の正式タイトルも「SEIBU SOGO CREADIO」であった。

## 概要
デザインオフィス「nendo」代表のデザイナー・佐藤オオキとクリス智子による「デザインを音で楽しむ」をテーマにした、トーク番組。デザイナーなどをゲストに迎えることもある。番組名は「クリエイティブ・レイディオ」（CREATIVE RADIO）の略。

2014年4月6日に放送開始。2014年4月はnendoとそごう・西武がコラボ売場をオープンさせた時期で、そごう・西武の一社提供番組としてスタートした。
2017年3月26日を以ていったん終了したが、2020年4月改編で深夜に時間帯を移して復活、1年半続いて終了した。

## 放送時間
- 日曜 21:00-21:54(2014 - 2017)
- 金曜 26:30-27:00(2020 - 2021)

## ナビゲーター
- 佐藤オオキ - デザイナー、建築家。デザインオフィス 「nendo」（ネンド）代表。
- クリス智子